# Xã North Yocum, Quận Carroll, Arkansas
Xã North Yocum (tiếng Anh: North Yocum Township) là một xã thuộc quận Carroll, tiểu bang Arkansas, Hoa Kỳ. Năm 2010, dân số của xã này là 364 người.